# سان میگل د سالیناس

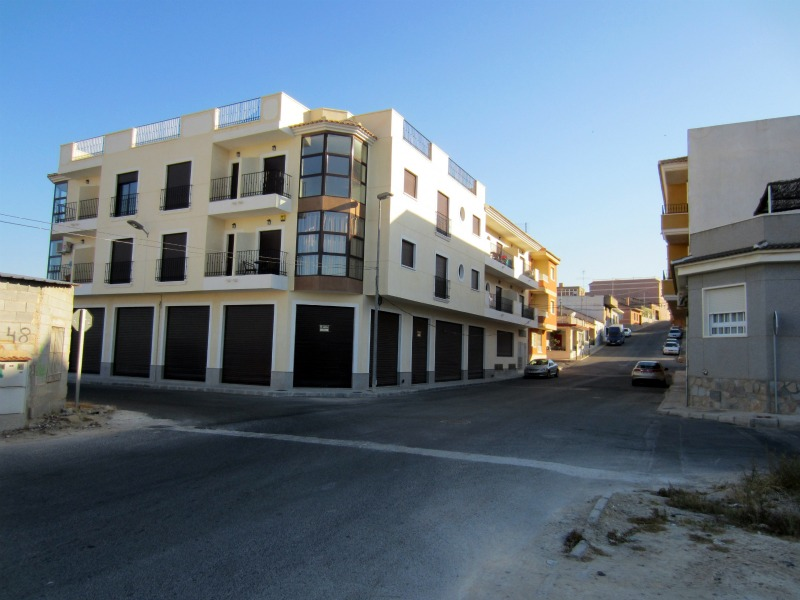
نمایی از دهستان سان میگل د سالیناس در آلیکانتهٔ - ۲۰۱۱

سان میگل د سالیناس دهستانی در استان آلیکانتهٔ واقع در اسپانیا است.
در این دهستان ۷٬۱۰۴ نفر زندگی می‌کنند. مساحت این دهستان ۵۴٫۷۸ کیلومتر مربع است.